# DChTI Dniepropetrowsk
DChTI Dniepropetrowsk (ukr. Міні-футбольний клуб «ДХТІ» Дніпропетровськ, Mini-Futbolnyj Kłub "DChTI" Dnipropetrowśk) – ukraiński klub futsalu, mający siedzibę w Dniepropietrowsku. W latach 1991–1992 występował w rozgrywkach mistrzostw Ukraińskiej SRR i Ukrainy.

## Historia
Chronologia nazw:
- 1990: DChTI Dniepropetrowsk (ukr. «ДХТІ» Дніпропетровськ)
- 1992: klub rozwiązano

Klub futsalowy DChTI Dniepropetrowsk został założony w Dniepropetrowsku w 1990 roku i reprezentował Dniepropetrowski Chemiczno-Technologiczny Instytut. Zespół startował w pierwszych rozgrywkach o Puchar Ukraińskiej SRR w futsalu w 1990 roku. W finale przegrał 1:8 z Mechanizatorem Dniepropetrowsk. W 1991 brał udział w Pucharze ZSRR. Zakwalifikował się do finałowej szóstki, ale nie udało się przejść do finału. W 1991 debiutował w mistrzostwach Ukraińskiej SRR w futsalu, zdobywając wicemistrzostwo. W rozgrywkach o Puchar Ukrainy 1992 roku zajął końcowe 4.miejsce. W mistrzostwach Ukrainy 1992 roku po rundzie zasadniczej zajmował trzecie miejsce, ale potem w turnieju finałowym spadł na czwartą lokatę.
Potem klub z powodów problemów finansowych został rozwiązany.

## Sukcesy

### Trofea międzynarodowe
Nie uczestniczył w rozgrywkach europejskich (stan na 31-05-2019).

### Trofea krajowe
| \| \| Zdobyte trofea w rozgrywkach Ukrainy (stan na: 31-05-2019) \| |                                                            |      |                     |
| Rozgrywki                                                           | Osiągnięcie                                                | Razy | Sezon(y)            |
| · Mistrzostwo                                                       | I miejsce                                                  | 0    |                     |
| · Mistrzostwo                                                       | II miejsce                                                 | 1    | 1991 (nieoficjalne) |
| · Mistrzostwo                                                       | III miejsce                                                | 0    |                     |
| Puchar                                                              | zdobywca                                                   | 0    |                     |
| Puchar                                                              | finalista                                                  | 1    | 1990 (nieoficjalne) |
| II liga                                                             | I miejsce                                                  | 0    |                     |
| II liga                                                             | II miejsce                                                 | 0    |                     |
| II liga                                                             | III miejsce                                                | 0    |                     |
| Ukraina                                                             | Zdobyte trofea w rozgrywkach Ukrainy (stan na: 31-05-2019) |      |                     |

## Struktura klubu

### Stadion
Klub rozgrywał swoje mecze domowe w Hali SK DChTI w Dniepropetrowsku. Pojemność: 500 miejsc siedzących.

### Sponsorzy
- Ukraiński Państwowy Chemiczno-Technologiczny Uniwersytet